# Österreichische Judo-Damen-Mannschaftsmeisterschaft 1987
Die Österreichische Judo-Damen-Mannschaftsmeisterschaft 1987 ermittelte zum 7. Mal den Österreichischen Mannschaftsmeisters im Judo. Sie wurde vom Österreichischen Judoverband ausgetragen. Sieger war zum 5. Mal der Vereinsgeschichte der JGV Wien.

## Tabelle
| Position | Mannschaft       | Ort      | Bundesland | Quelle |
| -------- | ---------------- | -------- | ---------- | ------ |
| 1        | JGV Wien         | Wien     | Wien       | [ 2 ]  |
| 2        | JC ASKÖ Salzburg | Salzburg | Salzburg   | [ 2 ]  |
| 5        | SV Bürmoos       | Bürmoos  | Salzburg   | [ 3 ]  |
|          | ASKÖ Graz        | Graz     | Steiermark | [ 3 ]  |
|          | SU Döbling       | Döbling  | Wien       | [ 3 ]  |

Legende: S = Siege, N = Niederlagen, U = Unentschieden, UBW = Unterbewertung
Stand: 2025-02-26

## Begegnungen
| Round  | Datum         | Ort                | Mannschaft 1     | Mannschaft 2 | Siege 1 | Siege 2 | Quelle |
| ------ | ------------- | ------------------ | ---------------- | ------------ | ------- | ------- | ------ |
|        | November 1998 | Sporthalle Mödling | JC ASKÖ Salzburg | ASKÖ Graz    | 5       | 2       | [ 3 ]  |
|        | November 1998 | Sporthalle Mödling | JC ASKÖ Salzburg | Döbling      | 6       | 1       | [ 3 ]  |
| Finale | November 1998 | Sporthalle Mödling | JC ASKÖ Salzburg | JGV Wien     | 1       | 6       | [ 3 ]  |

## Kader des österreichischen Meisters
| Name             | Quelle | Mannschaft |
| ---------------- | ------ | ---------- |
| Renate Lehner    | [ 3 ]  | JGV Wien   |
| Gerda Winklbauer | [ 3 ]  | JGV Wien   |